# Zhang Zhiting
Dans ce nom chinois, le nom de famille, Zhiting, précède le nom personnel.
Zhang Zhiting (en chinois : 张芷婷), née le 21 décembre 1995 à Shanghai est une joueuse chinoise de basket-ball.

## Biographie
Elle est membre de l'équipe chinoise de basket-ball à trois qui dispute les Jeux olympiques de Tokyo.

## Palmarès
- Médaille de bronze aux Jeux olympiques d'été de 2020 en basket à trois[1].